# La Vilella Alta
La Vilella Alta és un municipi de la comarca del Priorat. Està situat al centre de la meitat nord de la comarca, juntament amb el seu homònim, La Vilella Baixa. Totalment envoltat de municipis del mateix Priorat, té al nord la Morera de Montsant, a l'est i sud-est Torroja del Priorat, al sud-oest Gratallops, a l'oest La Vilella Baixa i al nord-oest Cabassers. Coneguda al segle xiii com la Vilella de Munt, el seu nom prové d'un diminutiu de la paraula "vila", acompanyat de l'adjectiu que en descriu la posició, en comparació a la seva veïna de ponent, la Vilella Baixa. Es tracta, doncs, d'un topònim ja del tot romànic.

## Geografia
- Llista de topònims de la Vilella Alta (Orografia: muntanyes, serres, collades, indrets..; hidrografia: rius, fonts...; edificis: cases, masies, esglésies, etc).

El terme municipal és el més petit de tot el Priorat, tot i que a poca distància de la Vilella Baixa, que només té 0,4 km² més. Tot ell és vertebrat per la vall del Riuet d'Escaladei, poc abans de la seva confluència amb el Riu de Montsant. Tot el costat dret està conformat per la cinglera de la Serra del Montsant, anomenat aquí cingles dels Montalts, entre el Grau de la Vilella (645 m) i el Coll de la Guixera (635 m), pel costat occidental, i el Grau de la Font de l'Àliga (559 m), per l'oriental, deixant al mig el Grau de la Guineu (uns 550 m). Aquests graus -o esgraons- són els passos pels quals els antics camins de bast vencien la carena i creaven un pas enmig de la cinglera per on començaven a baixar. Actualment la major part d'aquests camins són perduts i, els passos, impracticables.
Pel costat nord-est, el termenal segueix el barranc dels Pouets, entre la cinglera i el riuet d'Escaladei, passant així en poc recorregut dels 559 m d'altura del capdamunt als 310 m, per on discorre la llera del riuet esmentat, just a sota del Tormo (a 368 m). Travessada aquesta llera, el termenal s'enfila cap a l'est i va a buscar la Serra de la Creu Alta, que s'enfila fins als 656 m d'altura. Tot seguit trenca cap al sud-oest i emprèn una serra paral·lela a la del Montsant, però de força menys alçada, que és la que tanca l'altre costat del Riuet d'Escaladei. Va baixant gradualment cap a la Punta de les Bassetes (514 m) i, sempre per la carena, per on passava el camí vell d'Escaladei, s'acosta fins a molt prop del poble, on la serra ateny els 438 m d'altura, en el seu punt més elevat. Continua encara carena avall, cap al sud, fins que a la zona dels Voltons la carena inflexiona cap a ponent i el terme tanca així el seu extrem sud. Es tracta d'altituds d'entre 420 i 380 metres.
A la partida d'Aiguàs, el termenal inflexiona cap al nord-est i va a buscar una altra carena, d'entre 385 i 353 m d'altura. Així, arriba a les envistes de la Vilella Baixa, on, en direcció nord, el termenal va a buscar el Riuet d'Escaladei, a 235 m d'altura, i s'enfila cap al nord per la carena que és la que, de fet, separa les dues Vilelles, i aviat puja cap als 324 i 356 m. Inflexiona llavors cap al nord-est i va a buscar els vessants de la Serra del Montsant: 404 i 540 m d'altura als Pics i fins als 645 m del Grau de la Vilella.
Una part important del terme, tot el que són contraforts del Montsant, queda inclòs en el Parc Natural de la Serra del Montsant.
Com ja ha quedat dit, tot gira a l'entorn del Riuet d'Escaladei, que entra en el terme, procedent de la molt propera Cartoixa d'Escaladei, en el terme de la Morera de Montsant, a 310 m, i en surt, cap a la Vilella Baixa, a 235 m. Aquest riuet al cap de poc, just en el poble veí, aflueix en el Riu de Montsant. El Riuet d'Escaladei al seu pas per la Vilella Alta rep tot de barrancs afluents per un i altre costat. Els que venen del nord-oest són dreturers i de curt recorregut, els del sud-est, més suaus i un xic més llargs. Del Montsant venen el barranc dels Pouets, ja esmentat, que fa de límit amb la Morera de Montsant, i la resta no tenen noms coneguts més que per les persones grans de la Vilella Alta. Quelcom de molt semblant passa amb els del sud, els noms dels quals no han arribat als mapes que fan servir els excursionistes de la zona.
El poble, situat dalt d'un turó, és l'únic nucli de població del municipi. Els antics masos repartits per alguns indrets del terme han anat quedant deshabitats i alguns d'ells fins i tot rònecs.

## Comunicacions
Travessa el terme la carretera T-702 (C-242, a Cornudella de Montsant-la Vilella Baixa), així com el sender de gran recorregut GR-174, conegut com a Sender del Priorat, en un tram que enllaça Poboleda, Escaladei i Torroja del Priorat.

## Història
Històricament anomenada la Vilella d'Amunt, el poble ha rebut diversos noms al llarg de la història com ara la Vilella de Dalt, la Vilella Sobirana i la Vilella Alta; aquesta darrera apel·lació, i sobretot a partir del segle xviii, és la que ha romàs fins a l'actualitat.
Hi ha diverses llegendes sobre l'origen d'un primer poblament a l'indret. La tradició popular parla de dos germans que provenien d'un altre poble anomenat Vilella a prop de l'Aragó, i que l'un fundà la Vilella d'Avall i l'altre la Vilella d'Amunt. La mateixa tradició diu que la primera casa bastida al poble fou cal Quan (del cast. Juan), l'única que té cisterna.
Ara com ara no se sap del cert de cap nucli de població a l'indret tant de l'època prehistòrica i ibèrica com de l'època romana, visigòtica i musulmana. Només de l'època en què els sarraïns s'establiren a la zona es pot suposar l'existència d'alguns masos que indiquen que hi havia població en el que aleshores fou el valiat Siurana.
Sense descartar la possibilitat d'algun nucli humà primitiu, sembla clar que els monjos de la Cartoixa d'Escaladei foren els qui fundaren el poble vers la segona meitat del segle xii, o si més no els qui li donaren un impuls. Per motius estratègics, cap a la segona meitat del segle xiii els cartoixans donaren facilitats als habitants de Montalt, un poble situat a un dels contraforts de la serra del Montsant, perquè l'abandonessin i s'instal·lessin a la Vilella d'Amunt. El poble formà part dels dominis de la Cartoixa de Scala Dei.
Al llarg dels segles següents el poble prosperà seguint la tendència general catalana. Aquesta prosperitat en augment tanmateix es veié estroncada per l'entrada el 1884 de la fil·loxera a la comarca, una plaga que atacava la vinya i que arruïnà i arrossegà a la misèria la Vilella Alta i tota la comarca.
Des de principis fins a finals del segle xx la població seguí disminuint progressivament. A la darreria del segle xix la Vilella Alta tenia uns 600 habitants; per contra, en l'última dècada del s. XX hi havia poc més d'un centenar d'habitants. El canvi de mil·lenni ha aturat si més no aquesta dràstica minva i es comença a percebre un tímid creixement.
L'activitat econòmica per excel·lència és l'agricultura, principalment el cultiu de la vinya, l'olivera i l'ametller. La Vilella Alta acull el Molí d'oli comarcal

## Demografia
| 1497 f | 1515 f | 1553 f | 1717 | 1787 | 1857 | 1877 | 1887 | 1900 | 1910 |
| ------ | ------ | ------ | ---- | ---- | ---- | ---- | ---- | ---- | ---- |
| 15     | 17     | 18     | 110  | 395  | 561  | 581  | 670  | 477  | 470  |

| 1920 | 1930 | 1940 | 1950 | 1960 | 1970 | 1981 | 1990 | 1992 | 1994 |
| ---- | ---- | ---- | ---- | ---- | ---- | ---- | ---- | ---- | ---- |
| 439  | 311  | 286  | 258  | 235  | 188  | 147  | 144  | 136  | 136  |

| 1996 | 1998 | 2000 | 2002 | 2004 | 2006 | 2008 | 2010 | 2012 | 2014 |
| ---- | ---- | ---- | ---- | ---- | ---- | ---- | ---- | ---- | ---- |
| 133  | 130  | 128  | 116  | 137  | 121  | 112  | 136  | 143  | 129  |

| 2016 | 2018 | 2020 | 2022 | 2024 | 2026 | 2028 | 2030 | 2032 | 2034 |
| ---- | ---- | ---- | ---- | ---- | ---- | ---- | ---- | ---- | ---- |
| 135  | 132  | 133  | 136  | 128  | -    | -    | -    | -    | -    |

## Llocs d'interès
- Església parroquial de Santa Llúcia
- Antiga Fortificació: lo Portalet, lo Portal de la Font, la Costeta i l'antic Fossar (conjunt monumental)
- Molí d'oli
- la Font Vella (zona d'esbarjo equipada amb barbacoes)
- l'Oliver 'l Teixidor (arbre monumental)
- la Solsida (antics rentadors)
- lo Dipòsit (mirador)

## Festes i celebracions
- 18 de gener, Festa Major de Santa Prisca, patrona
- 25 de juliol, Festes d'estiu
- 15 d'agost, Aplec de sardanes
- 13 de desembre, Festa Major de Santa Llúcia, patrona